# Angelo Iannelli
Angelo Iannelli (Benevento, 17 luglio 1986) è un cantautore, attore e scrittore italiano.

## Biografia

### Gli anni della formazione e gli inizi
Nasce a Benevento, ma per via del lavoro del padre trascorre l'infanzia e l'adolescenza tra Firenze, Brindisi, Frosinone, Malta e Roma, dove nel 2003 si trasferisce definitivamente e inizia a frequentare la scena artistica romana, dapprima nel mondo della recitazione, dove prende parte ai primi spettacoli teatrali, poi in quello letterario e musicale. In questo periodo comincia a scrivere dei racconti e a comporre i primi brani musicali, influenzato dal cantautorato degli anni Settanta, in modo particolare da Rino Gaetano, Antonello Venditti, Edoardo Bennato, Cat Stevens e, soprattutto, da Francesco De Gregori.
Conseguita la maturità al liceo classico Eugenio Montale di Roma nel 2005, si iscrive al corso di laurea del DAMS della facoltà di lettere e filosofia dell'Università degli Studi Roma Tre, dove si laurea con una tesi in pedagogia attorica, e successivamente prosegue gli studi sul cinema iscrivendosi a un corso di laurea magistrale presso la stessa facoltà, dove si appassiona alla filosofia dell’arte, alla psicologia dell’arte e alla psicoanalisi applicata, e si laurea con una tesi in Filosofia estetica.
Negli anni dell’Università studia recitazione con Carlo Merlo, già docente dell’Accademia nazionale d'arte drammatica “Silvio D’Amico” di Roma, e inizia a insegnare Regia, drammaturgia e sceneggiatura presso la scuola “Clesis Arte” di Roma, diretta dalla stesso Merlo; nello stesso periodo scrive articoli di letteratura, arte e cultura su “L’Eco del litorale”, su “Roma Capitale Magazine”, poi ripubblicati anche dalla rivista “PirandelloWeb”, e sceneggia e dirige alcuni cortometraggi indipendenti.
In seguito si specializza in Letteratura e, una volta conseguita l’abilitazione all’insegnamento, diventa professore di Lettere nelle scuole superiori.

### Carriera letteraria
Dopo alcuni scritti teorico-critici su argomenti di filosofia, di letteratura, di musica, di pedagogia attorica, e sulle interrelazioni tra arte e psicoanalisi, nel 2012 è autore del testo dello spettacolo teatrale Dalla notte del mito all’Eneide, nei luoghi e nei tempi di Virgilio, da lui interpretato insieme a Michele Placido e Alessandro Haber.
L'anno seguente pubblica il saggio scientifico L’Io diviso. Dai medici-filosofi alla letteratura, al teatro e al cinema del Novecento (Aracne editrice), presente nel catalogo di Università e biblioteche internazionali e fonte bibliografica su Luigi Pirandello, sul tema del doppio e sull’apporto della psicologia sperimentale nella cultura del Novecento.
Nel 2016 esce il romanzo Bar Binario (Aracne editrice), romanzo di formazione ambientato in una immaginaria Roma notturna.
Nel 2023 esce il suo terzo libro, il saggio Il Metodo V.D.A.M. di Carlo Merlo. Una pedagogia attorica, basato sul documentario, di cui è autore, Intervista a Carlo Merlo, il maestro delle Star – in cui sono approfonditi e confrontati i più importanti metodi contemporanei di recitazione, tra cui il Metodo Stanislavskij.

### Carriera da attore, sceneggiatore e regista
Dopo gli studi di recitazione e alcune esperienze teatrali, tra cui il ruolo di Creonte in una Medea di Euripide diretta da Emanuele Faina e rappresentata in diversi teatri romani, dal 2009 scrive, dirige e interpreta alcuni cortometraggi indipendenti , il più noto dei quali è Il nulla alle spalle.
Dal 2011 inizia a recitare in diverse serie tv, tra cui Squadra antimafia - Palermo oggi, R.I.S. Roma - Delitti imperfetti, Il peccato e la vergogna, L'onore e il rispetto, Un medico in famiglia, fino alle più recenti, Che Dio ci aiuti (2023), Il clandestino (serie televisiva) (2024) e Miss Fallaci (2025), e dirige i videoclip musicali dei suoi brani Non lo so e DAG.

### Carriera musicale
Nel maggio del 2016 esce il suo primo album musicale, Il cannocchiale, che lo porta a iniziare un tour di concerti e a esibirsi anche con altri artisti, tra cui gli Audio 2.
Tra il 2016 e il 2017 escono i singoli Paolo a Francesca, rielaborazione del Canto V dell'Inferno de La Divina Commedia, in cui per la prima volta è Paolo a parlare, il protagonista silenzioso di Dante, e Conserva i sogni, entrambi recensiti da diverse testate nazionali come la Repubblica e il Giornale; dopo il singolo Milena, nel 2019 esce il brano Il bambino di Aleppo, ispirato da un tragico fatto di cronaca e dai lunghi soggiorni di Iannelli a Damasco, in Siria, tra il 2008 e il 2011: accompagnato da un videoclip animato, per la particolare tematica riceve l’attenzione della critica e di diverse testate e radio nazionali, come TGcom24, Radio LatteMiele, Rai Radio 1 Sport e Rai Isoradio, ed entra nel catalogo di Mediaset Infinity.
Autore di tutte le proprie canzoni, in questi anni collabora, tra gli altri, con l’illustratore, animatore e regista Michele Bernardi (Colapesce, Vasco Brondi/Le luci della centrale elettrica, Tre allegri ragazzi morti), che realizza il videoclip de Il bambino di Aleppo, con il produttore Alessandro Canini (Antonello Venditti, Francesco De Gregori) e con il chitarrista Riccardo Corso (Simone Cristicchi).
Dopo i singoli Comico dell’arte, GPB, Poema vocale, Malbene, Così scappi da te e Come a Hollywood (2023), il 24 maggio 2024 esce l’album Vicini margini, anticipato dal singolo Elettronica.

#### Stile musicale
Dotato di una voce calda ed espressiva, da un punto di vista musicale ha abbracciato varie sonorità, dal pop rock all’indie pop, passando per il folk e il rock. Nelle sue liriche c'è un ampio utilizzo di metafore, ossimori e sinestesie, che spesso danno vita a due piani narrativi paralleli, uno semplice e diretto e un altro di non immediata interpretazione; con un taglio spesso poetico, malinconico, romantico e intimistico, nonché ironico in diverse occasioni, ha trattato con stile originale tematiche interiori e sociali, come il disagio esistenziale e la ricerca dell’identità nella società contemporanea.

## Opere letterarie

### Romanzi
- Bar Binario, Roma, Aracne editrice, 2016, ISBN 978-88-548-9789-2.[21]

### Saggi
- L'Io diviso. Dai medici-filosofi alla letteratura, al teatro e al cinema del Novecento, Roma, Aracne editrice, 2013, ISBN 978-88-548-6037-7.[102][103][16][19][20]
- Il Metodo V.D.A.M. di Carlo Merlo. Una pedagogia attorica, Roma, StreetLib, 2023, ISBN 979-12-220-8895-2.

## Filmografia parziale

### Attore

#### Televisione
- Sangue caldo (serie televisiva), regia di Luigi Parisi e Alessio Inturri – serie TV (2011)
- Benvenuti a tavola - Nord vs Sud, regia di Francesco Miccichè – serie TV (2012)
- R.I.S. Roma - Delitti imperfetti, regia di Francesco Miccichè – serie TV (2012)
- Squadra antimafia - Palermo oggi, regia di Beniamino Catena – serie TV (2013)
- Il peccato e la vergogna, regia di Luigi Parisi e Alessio Inturri – serie TV (2014)
- Un medico in famiglia, regia di Elisabetta Marchetti – serie TV (2014)
- L'onore e il rispetto, regia di Luigi Parisi e Alessio Inturri – serie TV (2015)
- Che Dio ci aiuti, regia di Francesco Vicario – serie TV (2023)
- Un'estate fa (miniserie televisiva), regia di Davide Marengo e Marta Savina – miniserie TV (2023)
- Il clandestino (serie televisiva), regia di Rolando Ravello – serie TV (2024)
- Sempre al tuo fianco, regia di Marco Pontecorvo e Gianluca Mazzella – serie TV (2024)
- Miss Fallaci, regia di Luca Ribuoli, Giacomo Martelli e Alessandra Gonnella – serie TV (2025)

#### Cortometraggi
- Il nulla alle spalle, regia di Angelo Iannelli e Flavio Talamonti (2011)
- Volume n. 2, regia di Angelo Iannelli e Flavio Talamonti (2013)

### Regista e sceneggiatore

#### Cortometraggi
- Il nulla alle spalle, regia di Angelo Iannelli e Flavio Talamonti (2011)
- Volume n. 2, regia di Angelo Iannelli e Flavio Talamonti (2013)

#### Documentari
- Intervista a Carlo Merlo, il maestro delle Star, di Angelo Iannelli, regia di Flavio Talamonti (2011)

#### Videoclip musicali
- Non lo so (2017)
- DAG (2020)

## Teatrografia

### Drammaturgo
- Dalla notte del mito all’Eneide, nei luoghi e nei tempi di Virgilio, regia di Nando Sessa, interpretato da Angelo Iannelli, Michele Placido e Alessandro Haber (2012)

### Attore
- Nessuno mi ha reso cieco, regia di Emanuele Faina (2004)
- Medea di Euripide, regia di Emanuele Faina (2005)
- Fratres Arvales, regia di Emanuele Faina (2005)
- Dalla notte del mito all’Eneide, nei luoghi e nei tempi di Virgilio, regia di Nando Sessa (2012)

## Discografia

### Album in studio
- 2016 – Il cannocchiale
- 2024 – Vicini margini

### Singoli
- 2017 – Conserva i sogni
- 2019 – Milena
- 2019 – Il bambino di Aleppo
- 2020 – Comico dell’arte
- 2020 – GPB
- 2020 – DAG
- 2021 – Poema vocale
- 2021 – Malbene
- 2022 – Così scappi da te
- 2023 – Come a Hollywood
- 2023 – Vicini margini (singolo)
- 2024 – Elettronica